# فرس البحر الجياكاري
فرس البحر الجياكاري (الاسم العلمي: Hippocampus jayakari) (بالإنجليزية: Jayakar's seahorse)‏ هو نوع من الأسماك يتبع جنس فرس البحر من فصيلة زمارات البحر.